# Medicare (USA)

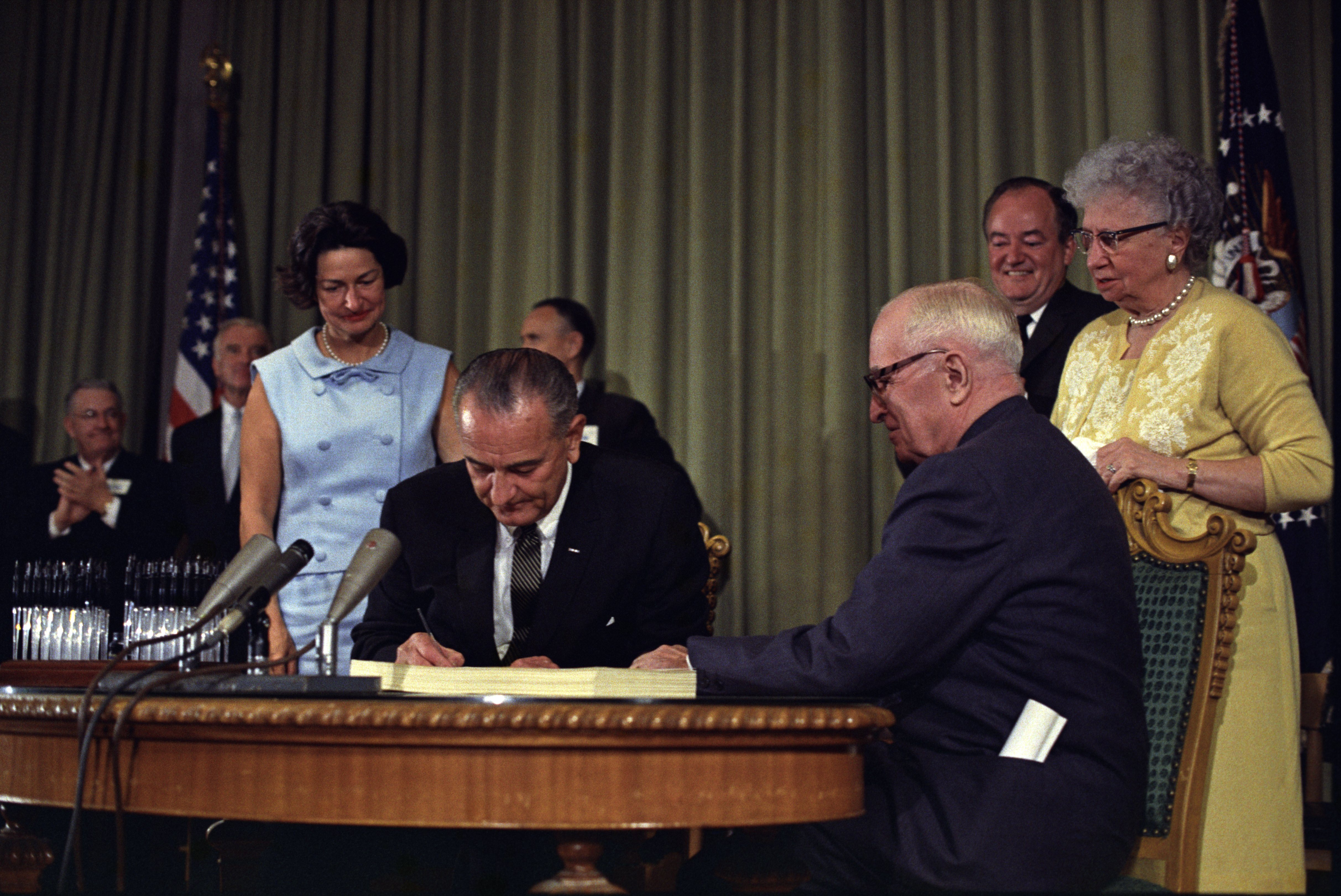
Harry och Bess Truman bredvid Lyndon Johnson den 30 juli 1965, när denne godkände Medicare-försäkringen.

Medicare är ett offentligt finansierat sjukförsäkringssystem i USA. Det gäller för personer som är minst 65 år eller funktionshindrade. Ett krav är att man själv eller ens make/maka ska ha haft en anställning som är täckt av Medicare i minst tio år. Det godkändes av president Lyndon B. Johnson den 30 juli 1965. Vid ceremonin då Johnson skrev under lagen närvarade även den förre presidenten Harry S. Truman, som tilldelades det första medicare-kortet och som blev den som först fick ta del av försäkringen. 2005 täcktes 42,6 miljoner amerikaner av Medicare.